# Национален център за биотехнологична информация на САЩ
Националният център за биотехнологична информация на САЩ (на английски: National Center for Biotechnological Information, NCBI) е централен институт за обработка и съхранение на данни за молекулярна биология.

## История и дейност
Основан е в Бетезда (щата Мериленд, САЩ) през 1988 г. Част е от Националната медицинска библиотека на САЩ (United States National Library of Medicine) и е подведомствен на държавната агенция Национални институти по здравеопазване (National Institutes of Health).
NCBI предоставя информация за бази данни за ДНК и РНК, бази данни за статии научна литература и таксономична информация, обезпечава търсене на данни за конкретни биологични видове, а също така съдържа различни програми по биоинформатика. Базите данни са достъпни чрез търсачката Entrez.
Ежегодно под егидата на NCBI се провеждат семинари и научни конференции, посветени на проблемите на молекулярната биология, генетиката, биомедицината. NCBI се занимава и с образователна дейност, в това число и в режим on-line.

## Задачи на NCBI
- Създаване на автоматизирани системи за съхранение и анализ на данни по молекулярна биология, биомедицина и генетика.
- Компютърна обработка на данни, получени при изследвания на биологически активни молекули и вещества.
- Съдействие за широко използване на базите данни и програмно обезпечаване и подпомагане на изследователи в областта на биотехнологията и медицински работници.
- Координиране събирането на биотехнологична информация по целия свят.